# Richard Roxburgh
Richard Roxburgh (n. Albury, Australia, 23 de enero de 1962) es un actor australiano que participó en muchas películas australianas y ha aparecido en papeles importantes en un gran número de producciones de Hollywood.

## Biografía
Roxburgh nació en Albury, es el menor de seis hermanos. 
En 1986 se graduó de la prestigiosa escuela National Institute of Dramatic Arts ("NIDA").
Salió con la actriz Miranda Otto a quien conoció en 1997 pero la relación terminó en el 2000.
El 25 de septiembre del 2004 se casó con la actriz italiana Silvia Colloca, la pareja le dio la bienvenida a su primer hijo Raphael Jack Domenico Roxburgh el 10 de febrero del 2007 y a su segundo hijo Miro Gianni David Roxburgh el 1 de octubre del 2010. El 21 de abril de 2017 tuvieron su hija, Luna Roxburgh.

## Carrera
Apareció en gran número de películas australianas en la década de 1990, incluyendo una interpretación aclamada por la crítica de Hamlet en 1994, a cargo de la Compañía B, en el Teatro St Belvoir. 
En 1995 se unió al elenco principal de la miniserie Blue Murder donde dio vida a Roger Rogerson, un ex-detective de la policía, asesino y traficante de drogas. En la miniserie compartió créditos con los actores junto a Geoff Morrell, Steve Bastoni, Peter Phelps, Marcus Graham y Gary Sweet.
Su primer papel relevante en una producción internacional fue en Misión imposible 2 en 2000, pero tal vez fue su papel de villano en Moulin Rouge!, lo que llamó la atención del público. Apareció en el vídeo musical "Come What May" de Ewan McGregor y Nicole Kidman.
En 2003 participó en The League of Extraordinary Gentlemen y en 2004 interpretó el papel del Conde Drácula en Van Helsing. Sus personajes en La liga de los hombres extraordinarios, Stealth y Van Helsing tenían en común las habilidades de semidiós, en la medida que, siendo humanos (o habiéndolo sido en el caso de Van Helsing, donde personifica a Drácula), se dedican a generar vida de lo inerte. 
En 2005 dirigió su primera película, titulada Romulus, My Father estrenada a lo largo de 2007. 
En el 2010 se unió al elenco de la serie australiana Rake donde interpretó al abogado Cleaver Greene, hasta el final de la serie en el 2014 después de finalizar su tercera temporada.
El 16 de junio del 2016 se anunció que Richard se había unido al elenco de Blue Murder: Killer Cop donde dará vida nuevamente a Roger Rogerson, un corrupto exsargento detective de la policía condenado a la cárcel. La serie será una secuela de la popular miniserie Blue Murder.

## Filmografía

### Películas
| Año  | Películas                                     | Personaje                              | Notas                                                                                              |
| ---- | --------------------------------------------- | -------------------------------------- | -------------------------------------------------------------------------------------------------- |
| 2024 | Eden                                          |                                        | junto a Ana de Armas, Vanessa Kirby, Sydney Sweeney, Jude Law y Daniel Brühl                       |
| 2022 | Elvis                                         | Vernon Presley                         | junto a Austin Butler, Tom Hanks y Baz Luhrmann                                                    |
| 2019 | Go!                                           | Jack Hooper                            | junto a Frances O'Connor, Richard Roxburgh, Anastasia Bampos, Darius Amarfio-Jefferson             |
| 2018 | La abeja Maya: Los juegos de la miel          | Flip                                   | junto a Coco Jack Gillies, Benson Jack Anthony, Cam Ralph, Justine Clarke y The Umbilical Brothers |
| 2016 | Hacksaw Ridge                                 | Coronel Stelzer                        | junto a Hugo Weaving, Andrew Garfield, Sam Worthington, Vince Vaughn y Rachel Griffiths            |
| 2014 | La abeja Maya                                 | Flip                                   | junto a Miriam Margolyes, Kodi Smit-McPhee, Noah Taylor, Jacki Weaver y Justine Clarke             |
| 2013 | The Turning                                   | -                                      | junto a Rose Byrne, Cate Blanchett, Hugo Weaving, Miranda Otto y Callan Mulvey                     |
| 2011 | Sanctum                                       | Frank McGuire                          | junto a Ioan Gruffudd, Rhys Wakefield, Daniel Wyllie y Allison Cratchley                           |
| 2010 | Legend of the Guardians: The Owls of Ga'Hoole | Boron                                  | junto a Hugo Weaving, Helen Mirren, Sam Neill, Joel Edgerton, Geoffrey Rush y Barry Otto           |
| 2010 | Matching Jack                                 | David                                  | junto a Jacinda Barrett, Colin Friels, James Nesbitt, Kodi Smit-McPhee y Kate Kendall              |
| 2010 | Hawke                                         | Bob Hawke                              | junto a Sacha Horler, Rachael Blake, Felix Williamson, Asher Keddie y Josh Lawson                  |
| 2009 | False Witness                                 | Charles Van Koors                      | junto a Dougray Scott, Don Hany, Chris Haywood y Alin Sumarwata                                    |
| 2006 | Like Minds                                    | Sargento de detectives Martin McKenzie | junto a Toni Collette, Eddie Redmayne y Tom Sturridge                                              |
| 2006 | The Silence                                   | Richard Treloar                        | junto a Nash Edgerton, Essie Davis, Emily Barclay y Damian de Montemas                             |
| 2005 | Frágiles                                      | Robert Marcus                          | junto a Calista Flockhart, Elena Anaya y Gemma Jones                                               |
| 2005 | Stealth: la amenaza invisible                 | Dr. Keith Orbit                        | junto a Joe Morton, Sam Shepard, Jessica Biel y Josh Lucas                                         |
| 2004 | Van Helsing                                   | Vladislaus Dracula                     | junto a Hugh Jackman, Kate Beckinsale, David Wenham, Will Kemp y Silvia Colloca                    |
| 2003 | The League of Extraordinary Gentlemen         | M                                      | junto a Sean Connery, Naseeruddin Shah, Stuart Townsend, Shane West y Jason Flemyng                |
| 2002 | The Hound of the Baskervilles                 | Sherlock Holmes                        | junto a Matt Day, Ian Hart, Richard E. Grant, Geraldine James y Danny Webb                         |
| 2002 | The One and Only                              | Neil                                   | junto a Justine Waddell, Jonathan Cake y Patsy Kensit                                              |
| 2002 | The Touch (2002 película)                     | Karl                                   | junto a Michelle Yeoh, Ben Chaplin, Sihung Lung y Dane Cook                                        |
| 2002 | The Road from Coorain                         | Bill                                   | junto a Juliet Stevenson, John Howard, Ewen Leslie, Bernard Curry y Felix Williamson               |
| 2001 | Moulin Rouge!                                 | Duque de Monroth                       | junto a Nicole Kidman, Ewan McGregor, John Leguizamo, Jim Broadbent y Nash Edgerton                |
| 2000 | Misión imposible 2                            | Hugh Stamp                             | junto a Tom Cruise, Thandie Newton, Brendan Gleeson, Rade Serbedzija y Anthony Hopkins             |
| 1999 | Passion                                       | Percy Grainger                         | junto a Barbara Hershey, Emily Woof, Claudia Karvan y Simon Burke                                  |
| 1999 | The Last September                            | Capitán Daventry                       | junto a Michael Gambon, Keeley Hawes, David Tennant y Maggie Smith                                 |
| 1998 | In the Winter Dark                            | Murray Jacob                           | junto a Brenda Blethyn, Ray Barrett, Miranda Otto y Steve Le Marquand                              |
| 1998 | A Little Bit of Soul                          | Sir Samuel Michael                     | junto a Geoffrey Rush, David Wenham, Frances O'Connor, Kerry Walker y Roy Billing                  |
| 1997 | Oscar and Lucinda                             | Mr. Jeffries                           | junto a Ralph Fiennes, Cate Blanchett, Tom Wilkinson, Barry Otto y Geoffrey Rush                   |
| 1997 | Thank God He Met Lizzie                       | Guy Jamieson                           | junto a Cate Blanchett, Frances O'Connor y Linden Wilkinson                                        |
| 1997 | Doing Time for Patsy Cline                    | Boyd                                   | junto a Matt Day, Miranda Otto, Roy Billing, Tony Barry y Wayne Pygram                             |
| 1997 | The Last of the Ryans                         | Ronald Ryan                            | junto a Zoe Bertram, Maxie Rickard, Brett Tucker y Ashleigh McInnes                                |
| 1996 | Children of the Revolution                    | Joe                                    | junto a Judy Davis, Sam Neill, Marshall Napier, Rachel Griffiths, Geoffrey Rush y Roy Billing      |
| 1995 | Talk                                          | Jack/Harry                             | junto a Jacqueline McKenzie, John Jarratt, Angie Milliken y Victoria Longley                       |
| 1995 | Billy's Holiday                               | Rob McSpedden                          | junto a Max Cullen, Drew Forsythe, Geneviève Lemon, Sacha Horler y Maggie Kirkpatrick              |
| 1995 | Lessons in the Language of Love               | Harry                                  | corto - junto a Gabrielle Adkins, Marianne Bryant, Anni Finsterer y Alan Flower                    |
| 1995 | Hayride to Hell                               | George Wygate                          | corto - junto a Kylie Minogue, Victoria Longley, Chloe Angel y Ellie MacCarthy                     |
| 1993 | CrimeBroker                                   | Harrison                               | junto a Jacqueline Bisset, John Bach, Ralph Cotterill y Gary Day                                   |
| 1991 | Dead to the World                             | Johnny                                 | junto a Lynette Curran, William McInnes, Paul Chubb, Paul Goddard y Noah Taylor                    |
| 1989 | The Saint: Fear in Fun Park                   | Justin                                 | junto a Simon Dutton, Ed Devereaux, Max Cullen y Nikki Coghill                                     |
| 1987 | The Riddle of the Stinson                     | Proud                                  | junto a Jack Thompson, Norman Kaye, Russell Newman, Len Kaserman y Susan Lyons                     |

### Series de televisión
| Año       | Título                  | Personaje            | Notas                       |
| --------- | ----------------------- | -------------------- | --------------------------- |
| 2017      | Blue Murder: Killer Cop | Roger Rogerson       | 2 episodios-miniserie       |
| 2011      | Ice                     | Thom Archer          | 2 episodios                 |
| 2010-2019 | Rake                    | Cleaver Greene       | 32 episodios                |
| 2008-2009 | East of Everything      | Art Watkins          | 13 episodios                |
| 2001      | Blonde                  | Mr. R                | miniserie                   |
| 1997      | Frontier                | Supte. William Hobbs | miniserie                   |
| 1996      | Twisted Tales           | Ben                  | episodio "One Way Ticket"   |
| 1995      | Blue Murder             | Roger Rogerson       | miniserie                   |
| 1995      | Halifax f.p.            | Sgt. Paul Santos     | episodio "Lies of the Mind" |
| 1993      | Police Rescue           | Tim Warne            | episodio "On a Roll"        |
| 1993      | Seven Deadly Sins       | Gluttony             | miniserie                   |
| 1992      | Tracks of Glory         | Hugh McIntosh        | miniserie                   |
| 1990      | The Paper Man           | "Gracie" Fields      | miniserie                   |

### Director, productor y narrador
| Año       | Título                | Notas                                |
| --------- | --------------------- | ------------------------------------ |
| 2010-2013 | Rake                  | episodio # 1.1 - productor ejecutivo |
| 2010-2013 | Rake                  | 16 episodios - productor             |
| 2010-2013 | Rake                  | 8 episodios - escritor y cocreador   |
| 2010      | Voyage to the Planets | documental - narrador                |
| 2007      | Romulus, My Father    | director                             |
| 2005      | Ray's Tempest         | obra - director                      |
| 2000      | Twelfth Night         | obra - director                      |
| 1994-1995 | That Eye, The Sky     | obra - director y adaptador          |

### Teatro[6]
| Año         | Obra                        | Personaje           | Director (a)     | Teatro                | Notas                                                       |
| ----------- | --------------------------- | ------------------- | ---------------- | --------------------- | ----------------------------------------------------------- |
| 2016        | The Present                 | Platonov            | John Crowley     | Sydney Theatre        | junto a Cate Blanchett, Jacquie McKenzie y Toby Schmitz     |
| 2010        | Uncle Vanya                 | -                   | Tamás Ascher     | Sydney Theatre        | junto a Cate Blanchett, Hugo Weaving y Jacki Weaver         |
| 2007        | Toy Symphony                | -                   | Neil Armfield    | Belvoir St. Theatre   | junto a Russell Dykstra, Guy Edmonds y Justine Clarke       |
| 1997        | Closer                      | Dan                 | Marion Potts     | Sydney Theatre        | junto a Angie Milliken, Colin Moody y Maya Stange           |
| 1997        | The Seagull                 | Trigorin            | Neil Armfield    | Belvoir St. Theatre   | junto a Cate Blanchett, Gillian Jones y Noah Taylor         |
| 1995 - 1996 | Hamlet                      | Hamlet              | Neil Armfield    | Belvoir St. Theatre   | junto a Geoffrey Rush, David Wenham y Cate Blanchett        |
| 1994        | That Eye, The Sky           | -                   | Richard Roxburgh | -                     | junto a Susan Prior, Celia Ireland y David Wenham           |
| 1993        | The Beaux Stratagem         | Archer              | Aubrey Mellor    | -                     | junto a Paul Bishop, Jonathan Hardy y Max Gillies           |
| 1993        | Blue Remembered Hills       | -                   | Caroline Grose   | Crossroads Theatre    | junto a Mitchell Butel, John O'Hare y David Wenham          |
| 1992        | The Homecoming              | Lenny               | Rodney Fisher    | Wharf Theatre         | junto a Peter Collingwood, Heather Mitchell y Colin Moody   |
| 1990        | Burn This                   | Pale                | Wayne Harrison   | Wharf Theatre         | junto a Todd Boyce, Graham Harvey y Heather Mitchell        |
| 1990        | Once In A Lifetime          | George Lewis        | Richard Wherrett | Drama Theatre         | junto a Miles Buchanan y Genevieve Lemon                    |
| 1989        | The Wolf's Banquet          | Lobo                | Geoffrey Rush    | Belvoir St. Theatre   | junto a Benjamin Franklin, Victoria Longley y Stephen Rae   |
| 1989        | Romeo and Juliet            | Mercutio            | Richard Wherrett | Drama Theatre Theatre | junto a Peter Carroll, Rebecca Frith y Christopher Stollery |
| 1988        | Serious Money               | Grimes/Billy Norman | Simon Phillips   | Russell St. Theatre   | junto a Frank Gallacher, Robert Menzies y Kerry Walker      |
| 1988        | The Mortal Falcon           | Tomazo              | Richard Wherrett | Sydney Theatre        | junto a Robert Coleby, Rosemary Harris y Linda Cropper      |
| 1987        | The Three Musketeers        | Rey Louis/Fenton    | Simon Phillips   | Playhouse Theatre     | junto a Janet Andrewartha, Dennis Coard y Shane Bourne      |
| 1987        | The Country Wife            | Mr. Harcourt        | Neil Armfield    | Drama Theatre         | junto a Tyler Coppin, Rosemary Harris y Kerry Walker        |
| 1987        | Pericles                    | Lysimachus          | George Ogilvie   | Wharf Theatre         | junto a Isabelle Anderson, Helen Buday y Peter Gwynne       |
| 1987        | On Parliament Hill          | Hippo               | Robyn Archer     | Belvoir St. Theatre   | junto a Paul Blackwell, Rhys McConnochie y Geoffrey Rush    |
| 1986        | No Trifling With Love       | -                   | Richard Wherrett | Parade Theatre        | junto a Jeanette Cronin, Rosemary Harris y Doris Younane    |
| 1985        | Fitting for Ladies          | -                   | Aubrey Mellor    | NIDA Theatre          | junto a Jeanette Cronin, Rosemary Harris y David Pledger    |
| 1983        | Cloud Nine                  | -                   | Ros Horin        | -                     | junto a Liz Bradley, Tim Mackay y Bevan Wilson              |
| 1983        | The Jewish Wife             | -                   | Camilla Blunden  | -                     | junto a Margaret de Mestre, Sarah Masters y Martin Redpath  |
| -           | Picasso At The Lapin Agile  | Picasso             | -                | Playbox Theatre       | -                                                           |
| -           | The Game of Love And Chance | Dorante             | -                | Sydney Theatre        | -                                                           |
| -           | An Ideal Husband            | Lord Goring         | -                | Sydney Theatre        | -                                                           |
| -           | La Musica                   | -                   | -                | La Mama Theatre       | -                                                           |

## Premios y nominaciones
| Año  | Categoría                                                               | Premio                                  | Serie/Película             | Resultado |
| ---- | ----------------------------------------------------------------------- | --------------------------------------- | -------------------------- | --------- |
| 2016 | Best Lead Actor In A Television Drama                                   | AACTA Award                             | Rake                       | Nominado  |
| 2015 | Most Outstanding Actor                                                  | Logie Award                             | Rake                       | Nominado  |
| 2015 | Lead Actor in a Television Drama                                        | AACTA Award                             | Rake                       | Nominado  |
| 2013 | Best Lead Actor in a Television Drama                                   | AACTA Award                             | Rake                       | Ganó      |
| 2013 | Best Television Drama Series (compartido con Ian Collie y Peter Duncan) | AACTA Award                             | Rake                       | Nominado  |
| 2012 | Best Television Drama Series (compartido con Ian Collie y Peter Duncan) | AACTA Award                             | Rake                       | Nominado  |
| 2011 | TV Series and Serials: Actor                                            | Golden FIPA Award                       | Rake                       | Ganó      |
| 2011 | Most Outstanding Actor                                                  | Silver Logie Award                      | Hawke                      | Nominado  |
| 2010 | Best Lead Actor in a Television Drama                                   | AFI Award                               | Hawke                      | Ganó      |
| 2009 | Best Guest or Supporting Actor in a Television Drama                    | AFI Award                               | False Witness              | Nominado  |
| 2008 | Best Director                                                           | FCCA Award                              | Romulus, My Father         | Nominado  |
| 2007 | Best Direction                                                          | AFI Award                               | Romulus, My Father         | Nominado  |
| 2007 | Most Outstanding Actor                                                  | Silver Logie Award                      | The Silence                | Nominado  |
| 2006 | Best Lead Actor in Television Drama                                     | AFI Award                               | The Silence                | Nominado  |
| 2002 | Outstanding Performance by the Cast of a Theatrical Motion Picture      | Screen Actors Guild Award               | Moulin Rouge               | Nominado  |
| 2001 | Best Actor in a Supporting Role                                         | AFI Award                               | Moulin Rouge               | Nominado  |
| 1999 | Best Performance by an Actor in a Leading Role                          | AFI Award                               | Passion                    | Nominado  |
| 1998 | Best Actor - Male                                                       | FCCA Award                              | Doing Time for Patsy Cline | Ganó      |
| 1997 | Best Performance by an Actor in a Leading Role                          | AFI Award                               | Doing Time for Patsy Cline | Ganó      |
| 1997 | Best Actor                                                              | Verona Love Screens Film Festival Award | Thank God He Met Lizzie    | Ganó      |
| 1996 | Most Outstanding Actor                                                  | Silver Logie Award                      | Blue Murder                | Ganó      |